# Mavi Phoenix
Mavi Phoenix, de son nom Marlon Nader, est un rappeur autrichien né le 1er septembre 1995 à Linz qui a vers la fin de l'année 2019 fait son coming out transgenre. Il se fait dès lors appeler Marlon. 
Aux Amadeus Austrian Music Awards (en) 2017 et 2018, Mavi Phoenix a été notamment nommé dans plusieurs catégories.

## Discographie
- My Fault (EP, 2014)
- Young Prophet (EP, 2017)
- Young Prophet II (EP, 2018)
- Boys Toys (Album, 2020)
- Marlon (Album, 2022)
- Biggest Asshole In The Room (Album, 2023)
- Kook (EP, 2024)